# Bouranton
Bouranton é uma comuna francesa na região administrativa de Grande Leste, no departamento de Aube. Estende-se por uma área de 8,15 km². Em 2010 a comuna tinha 585 habitantes (densidade: 71,8 hab./km²).